# Ксения Ларина
Окса́на Андре́евна Ба́ршева (род. 11 апреля 1963, Москва), более известная под псевдонимом Ксе́ния Ла́рина, — российская журналистка, театральный критик, радио- и телеведущая. Наиболее известна как обозреватель, автор и ведущая программ на радиостанции «Эхо Москвы» (1991—2022).

## Биография

### Ранняя жизнь
Родилась 11 апреля 1963 года в Москве. Дочь радиоведущего и военного переводчика Андрея Николаевича Баршева (1935—2006) и работницы Внешторга Людмилы Михайловны Баршевой (Овчинниковой; 1938—2008).
В 1980 году окончила московскую школу № 45 на улице Усачёва, во втором и третьем классе училась в Алжире, где работал тогда её отец.
Окончила актёрский факультет ГИТИСа в 1985 году с красным дипломом (мастерская Ирины Судаковой и Лидии Князевой). Её однокурсниками были Дмитрий Певцов, Николай Добрынин, Владимир Виноградов.

### Карьера
Ксения Ларина работала актрисой в московском театре имени А. С. Пушкина (1983—1985, во время учёбы в ГИТИСе) и театре «Сатирикон» (1985—1991), после августа 1991 года ушла из театра.
С 1990 года — в журналистике, начинала как автор публикаций в газетах и журналах (в том числе в «Литературной газете» и театральной газете «Афиша»), ведущая музыкальных эфиров на радио «Ностальжи» под псевдонимом Ксения Ларина. Заведовала отделом культуры в газете «Мегаполис-экспресс».
В 1991 году пришла на радио «Эхо Москвы», где работала вплоть до закрытия станции в 2022 году. Была там ведущей программ: «4 минуты с театром», «25-й кадр», «Все на выход», «Книжное казино», «Дифирамб», «Кремлёвские палаты», «Отдел кадров», «Родительское собрание», «Театральная площадь», «Человек из телевизора» (вместе с Ириной Петровской), «Детская площадка», «Коробка передач», «Как в кино», «Говорим по-русски», «Собрание Третьяковки», «Смешарики», «Мифы о России», «Успех», «Музейные палаты», «Культурный шок», «Романс», «Дорогой наш Никита Сергеевич», «Особое мнение», «Ищем выход...», «Ну и денёк», «Казематы власти».
После закрытия в 2022 году радиостанции «Эхо Москвы» ведёт авторские программы и стримы на собственном канале в Youtube, а также сотрудничает с изданием «The Insider» и Youtube-каналом «Живой гвоздь».
В 1990-е и начале 2000-х годов работала на телевидении. Вела на телеканале РТР передачу «Абзац», кино-игру «Знай наших!», программы из цикла «Двойной портрет» производства телекомпании «Совершенно секретно». С 1997 по 2002 год — ведущая ряда передач на телеканале REN-TV: «За и против», «Третий лишний», «Ближний круг» и «Успех».
На протяжении многих лет в качестве театрального критика обозревала театральные события и темы в ряде российских изданий. С 2005 по 2010 год была шеф-редактором журнала «Театрал» (театральное приложение к газете «Новые известия», полное название: «Театральные новые известия — Театрал»). С 2010 года в течение долгого времени выпускала материалы о театре в журнале «The New Times». В качестве театрального обозревателя также сотрудничала с газетами «Новые известия», «Время новостей» и «Россия». С 2015 года является членом Ассоциации театральных критиков.
В марте 2014 года подписала обращение против политики российской власти в Крыму и на востоке Украины.
27 февраля 2015 года в эфире «Эха Москвы» взяла последнее интервью у Бориса Немцова, окончившееся за два с половиной часа до его убийства.

### Эмиграция
В октябре 2017 года покинула Россию. По мнению главного редактора «Эха Москвы» Алексея Венедиктова, это произошло из-за травли со стороны Владимира Соловьёва. Венедиктов расценил травлю как подстрекательство к физическому устранению журналистки.
До 2020 года периодически приезжала в Россию.
1 сентября 2023 года объявлена в РФ «иностранным агентом».

## Критика
В феврале 2023 года Ларина написала в своём Facebook пост, который вызвал широкую огласку. В нём Ларина заявила, что на масленицу у неё больше нет желания печь блины, добавив: «Сейчас любое напоминание о русских традициях вызывает крик». На комментарий о том, что блины не имеют отношения к войне, Ларина ответила: «Блины её поддерживают». В первые дни под постом собралось больше тысячи комментариев, в том числе с обвинениями в отмене российской культуры и русофобии. Публикацию Лариной стали также использовать в каналах сторонников вторжения России на Украину, чтобы пошутить над «либеральными установками».

## Личная жизнь
Первый муж — актёр Николай Николаевич Добрынин.
Второй муж — Ринат Фаритович Валиулин (род. 23 октября 1960), бывший заместитель главного редактора радиостанции «Эхо Москвы» и генеральный директор одноименного информационного агентства.
Сын — Олег Валиулин (род. 1994), окончил музыкальную школу имени Шопена с красным дипломом, а также Московский государственный институт музыки имени А. Г. Шнитке и Российский государственный гуманитарный университет.